# NK Neretva Metković
NK Neretva je hrvatski nogometni klub iz Metkovića. Trenutačno se natječe u 3. NL – Jug.

## Povijest
Osnovan je netom nakon Prvog svjetskog rata, 1919. godine pod imenom Narona, a nakon završetka Drugog svjetskog rata, prema državnoj odredbi da klubovi ne smiju nositi strana imena 9. studenog 1945. godine klub mijenja ime u današnji naziv NK Neretva. Prvi predsjednici kluba bili su Ante Medović i dr. Vukašin Vučković.
Prvo zabilježeno članstvo u nogometnim organizacijama je 1922. godine kada je NK Narona postala član Splitskog nogometnog podsaveza, a sve do Drugog svjetskog rata klub je prolazio kroz različite faze kao i mnogi ostali provincijski klubovi, tako se od svog osnutka 1919. do 1941. u nekim izvorima bilježi samo nekoliko nastupa u natjecateljskim utakmicama kvalifikacija na najnižoj razini, ali bez zabilježenih rezultata u Splitskom nogometnom podsavezu (1932., 1935, 1937./38., 1940./11.). U tom vremenu zabilježene su još samo rijetke prijateljske utakmice, a postoje i mnoge sezone u kojim nije zabilježen niti jedan rezultat.
Klupske boje 1932. bile su plava i bijela.
Početkom Drugog svjetskog rata za vrijeme NDH zabilježeno je tek nekolicina prijateljskih utakmica, a od 1942. do kraja 1944. klub nije funkcionirao.
Završetkom Drugog svjetskog rata klub se obnavlja i počinje s natjecanjima u nogometnim prvenstvima Dalmacije, gdje zbog financijskih razloga odustaje od natjecanja 1947./48., te 1951./52. Godine 1952. klub se ponovo gasi zbog gubljenja nogometnog igrališta, jer su pojedini vlasnici uzorali svoje površine jer im klub nije mogao plaćati odštete prema ugovorima iz 1946. godine.
Klub se obnavlja 1956. godine i odmah u prvoj sezoni osvajaju Ligu Mostarskog podsaveza, te kroz dodatne kvalifikacije osiguravaju natjecanje u Drugoj zonskoj nogometnoj ligi, gdje ostaju jednu sezonu. Osim ove epizode Neretva je još jednom sudjelovala u Drugoj saveznoj ligi. Sve ostale sezone natjecala se u trećem stupnju nogometnih prvenstava Jugoslavije, koje su sa sezonama nosile različite nazive s obzirom na česte promjene sustava natjecanja.
Hrvatskim osamostaljenjem i osnivanjem novih hrvatskih nogometnih liga, 1992. godine NK Neretva započinje natjecanje u Drugoj HNL – Jug. Istu osvaja u sezoni 1993/94. čime se plasira u Prvu HNL u kojoj ostaje samo jednu sezonu. Iduće dvije sezone nastupa u novoosnovanoj Prvoj "B" HNL, a u sezoni 1997/98. vraća se u Drugoj HNL – Jug. Naredne sezone lige se ponovo reorganiziraju i NK Neretva usprkos osvojenom osmom mjestu u Drugoj HNL – Jug ispada u Treću HNL – Jug, u kojoj se kontinuirano natjecala sve do stečaja kluba krajem natjecanja u sezoni 2016./17. 
Klub se isto ljeto obnavlja i počinje natjecanje u 1. ŽNL Dubrovačko-neretvanskoj, gdje odmah osvaja natjecanje i vraća se u Treću HNL – Jug.

### Nagrade i priznanja
- Godišnja nagrada Trofej podmlatka HNS-a za 2009. godinu[2]
- Godišnja Nagrada grada Metkovića za sportske djelatnosti  za 1976. godinu[3]
- Godišnja Nagrada grada Metkovića "Ždral" u području sporta za 2009. godinu[4]

## Statistika natjecanja
| Natjecanja u Kraljevini Jugoslaviji (SHS) | | | | | | | | | | |                                      |
| Sezona                                    | Liga | Liga | Liga | Liga | Liga | Liga | Liga | Liga | Liga | Liga | Kup                                  |
| Sezona                                    | St | Naziv | Poz | U | P | N | I | G+ | G– | Bod | Kup                                  |
| 1919. – 1941.                             | Spominju se uglavnom prijateljske utakmice i nekoliko kvalifikacija na najnižoj razini bez zabilježenih rezultata u Splitskom nogometnom podsavezu (1932., 1935, 1937./38., 1940./11.) | Spominju se uglavnom prijateljske utakmice i nekoliko kvalifikacija na najnižoj razini bez zabilježenih rezultata u Splitskom nogometnom podsavezu (1932., 1935, 1937./38., 1940./11.) | Spominju se uglavnom prijateljske utakmice i nekoliko kvalifikacija na najnižoj razini bez zabilježenih rezultata u Splitskom nogometnom podsavezu (1932., 1935, 1937./38., 1940./11.) | Spominju se uglavnom prijateljske utakmice i nekoliko kvalifikacija na najnižoj razini bez zabilježenih rezultata u Splitskom nogometnom podsavezu (1932., 1935, 1937./38., 1940./11.) | Spominju se uglavnom prijateljske utakmice i nekoliko kvalifikacija na najnižoj razini bez zabilježenih rezultata u Splitskom nogometnom podsavezu (1932., 1935, 1937./38., 1940./11.) | Spominju se uglavnom prijateljske utakmice i nekoliko kvalifikacija na najnižoj razini bez zabilježenih rezultata u Splitskom nogometnom podsavezu (1932., 1935, 1937./38., 1940./11.) | Spominju se uglavnom prijateljske utakmice i nekoliko kvalifikacija na najnižoj razini bez zabilježenih rezultata u Splitskom nogometnom podsavezu (1932., 1935, 1937./38., 1940./11.) | Spominju se uglavnom prijateljske utakmice i nekoliko kvalifikacija na najnižoj razini bez zabilježenih rezultata u Splitskom nogometnom podsavezu (1932., 1935, 1937./38., 1940./11.) | Spominju se uglavnom prijateljske utakmice i nekoliko kvalifikacija na najnižoj razini bez zabilježenih rezultata u Splitskom nogometnom podsavezu (1932., 1935, 1937./38., 1940./11.) | Spominju se uglavnom prijateljske utakmice i nekoliko kvalifikacija na najnižoj razini bez zabilježenih rezultata u Splitskom nogometnom podsavezu (1932., 1935, 1937./38., 1940./11.) |                                      |
| Natjecanja u NDH                          | | | | | | | | | | |                                      |
| Sezona                                    | Liga | Liga | Liga | Liga | Liga | Liga | Liga | Liga | Liga | Liga | Kup                                  |
| Sezona                                    | St | Naziv | Poz | U | P | N | I | G+ | G– | Bod | Kup                                  |
| 1941. – 1942.                             | Spominju se samo rijetke prijateljske utakmice | Spominju se samo rijetke prijateljske utakmice | Spominju se samo rijetke prijateljske utakmice | Spominju se samo rijetke prijateljske utakmice | Spominju se samo rijetke prijateljske utakmice | Spominju se samo rijetke prijateljske utakmice | Spominju se samo rijetke prijateljske utakmice | Spominju se samo rijetke prijateljske utakmice | Spominju se samo rijetke prijateljske utakmice | Spominju se samo rijetke prijateljske utakmice |                                      |
| 1942. – 1945.                             | Gašenje kluba zbog rata | Gašenje kluba zbog rata | Gašenje kluba zbog rata | Gašenje kluba zbog rata | Gašenje kluba zbog rata | Gašenje kluba zbog rata | Gašenje kluba zbog rata | Gašenje kluba zbog rata | Gašenje kluba zbog rata | Gašenje kluba zbog rata | Gašenje kluba zbog rata              |
| Natjecanja u SFRJ                         | | | | | | | | | | |                                      |
| Sezona                                    | Liga | Liga | Liga | Liga | Liga | Liga | Liga | Liga | Liga | Liga | Kup                                  |
| Sezona                                    | St | Naziv | Poz | U | P | N | I | G+ | G– | Bod | Kup                                  |
| 1946.                                     | III. | Prvenstvo Dalmatinskih okruga (pod imenom Narona) | 5./6. | Kao prvaci Okruga Biokovo-Neretva ispali u kup-sustavu u četvrtfinalu | Kao prvaci Okruga Biokovo-Neretva ispali u kup-sustavu u četvrtfinalu | Kao prvaci Okruga Biokovo-Neretva ispali u kup-sustavu u četvrtfinalu | Kao prvaci Okruga Biokovo-Neretva ispali u kup-sustavu u četvrtfinalu | Kao prvaci Okruga Biokovo-Neretva ispali u kup-sustavu u četvrtfinalu | Kao prvaci Okruga Biokovo-Neretva ispali u kup-sustavu u četvrtfinalu | Kao prvaci Okruga Biokovo-Neretva ispali u kup-sustavu u četvrtfinalu |                                      |
| 1946.                                     | III. | Prvenstvo Dalmatinske oblasti (pod imenom Narona) | 2. | Kao prvaci IV. skupine došli su do finala gdje su izgubili od Zadra | Kao prvaci IV. skupine došli su do finala gdje su izgubili od Zadra | Kao prvaci IV. skupine došli su do finala gdje su izgubili od Zadra | Kao prvaci IV. skupine došli su do finala gdje su izgubili od Zadra | Kao prvaci IV. skupine došli su do finala gdje su izgubili od Zadra | Kao prvaci IV. skupine došli su do finala gdje su izgubili od Zadra | Kao prvaci IV. skupine došli su do finala gdje su izgubili od Zadra |                                      |
| 1947.                                     | IV. | Nogometno prvenstvo Dalmacije (nadalje pod imenom Neretva) | 3. | 8 | 3 | 0 | 5 | 12 | 18 | 6 |                                      |
| 1947./48.                                 | IV. | Nogometno prvenstvo Dalmacije | – | Odustajanje od natjecanja zbog financijskih razloga | Odustajanje od natjecanja zbog financijskih razloga | Odustajanje od natjecanja zbog financijskih razloga | Odustajanje od natjecanja zbog financijskih razloga | Odustajanje od natjecanja zbog financijskih razloga | Odustajanje od natjecanja zbog financijskih razloga | Odustajanje od natjecanja zbog financijskih razloga |                                      |
| 1948./49.                                 | IV. | Nogometno prvenstvo Dalmacije | 3. | 10 | 5 | 3 | 2 | 21 | 12 | 13 |                                      |
| 1950.                                     | V. | Nogometno prvenstvo Dalmacije | 3. | 20 | 12 | 6 | 2 | 43 | 21 | 30 |                                      |
| 1951.                                     | V. | Nogometno prvenstvo Dalmacije | – | Odustajanje od natjecanja zbog financijskih razloga | Odustajanje od natjecanja zbog financijskih razloga | Odustajanje od natjecanja zbog financijskih razloga | Odustajanje od natjecanja zbog financijskih razloga | Odustajanje od natjecanja zbog financijskih razloga | Odustajanje od natjecanja zbog financijskih razloga | Odustajanje od natjecanja zbog financijskih razloga |                                      |
| 1952. – 1956.                             | Gašenje kluba zbog gubitka igrališta | Gašenje kluba zbog gubitka igrališta | Gašenje kluba zbog gubitka igrališta | Gašenje kluba zbog gubitka igrališta | Gašenje kluba zbog gubitka igrališta | Gašenje kluba zbog gubitka igrališta | Gašenje kluba zbog gubitka igrališta | Gašenje kluba zbog gubitka igrališta | Gašenje kluba zbog gubitka igrališta | Gašenje kluba zbog gubitka igrališta | Gašenje kluba zbog gubitka igrališta |
| 1956./57.                                 | III. | Liga Mostarskog podsaveza | 1. ↑ | 17 | 15 | 1 | 1 | 48 | 19 | 31 |                                      |
| 1956./57.                                 | III. | Kvalifikacije za Drugu zonsku nogometnu ligu – BIH | 2. ↑ | 6 | 3 | 1 | 2 | 13 | 11 | 7 |                                      |
| 1957./58.                                 | II. | Druga zonska nogometna liga – BIH | 6. | 22 | 11 | 2 | 9 | 40 | 50 | 24 |                                      |
| 1958./59.                                 | III. | Treća zonska nogometna liga – BIH | 5. | 16 | 7 | 2 | 7 | 26 | 27 | 16 |                                      |
| 1959./60.                                 | III. | Treća zonska nogometna liga – BIH | 7. | 22 | 7 | 6 | 9 | 38 | 35 | 20 |                                      |
| 1960./61.                                 | III. | Treća zonska nogometna liga – BIH | 8. | 22 | 8 | 2 | 12 | 37 | 43 | 18 |                                      |
| 1961./62.                                 | III. | Hercegovačka nogometna zona | 7. | 22 | 9 | 2 | 11 | 44 | 44 | 20 |                                      |
| 1962./63.                                 | III. | Hercegovačka nogometna zona | 7. | 22 | 10 | 1 | 11 | 40 | 44 | 21 |                                      |
| 1963./64.                                 | III. | Hercegovačka nogometna zona | 6. | 22 | 7 | 6 | 9 | 41 | 43 | 20 |                                      |
| 1964./65.                                 | III. | Hercegovačka nogometna zona | 4. | 22 | 12 | 2 | 8 | 40 | 32 | 26 |                                      |
| 1965./66.                                 | III. | Dalmatinska nogometna zona | 8. | 25 | 11 | 4 | 10 | 43 | 35 | 26 |                                      |
| 1966./67.                                 | III. | Dalmatinska nogometna zona | 7. | 30 | 13 | 5 | 12 | 50 | 37 | 31 |                                      |
| 1967./68.                                 | III. | Dalmatinska nogometna zona | 4. | 26 | 10 | 7 | 9 | 41 | 31 | 27 |                                      |
| 1968./69.                                 | III. | Dalmatinska nogometna zona | 6. | 30 | 12 | 6 | 12 | 49 | 46 | 30 |                                      |
| 1969./70.                                 | III. | Dalmatinska nogometna zona | 2. | 30 | 19 | 7 | 4 | 64 | 26 | 45 |                                      |
| 1970./71.                                 | III. | Dalmatinska nogometna liga – Jug | 1. ↑ | 18 | 14 | 4 | 0 | 42 | 5 | 32 |                                      |
| 1971./72.                                 | II. | Druga savezna liga – Jug | 16. ↓ | 34 | 10 | 11 | 13 | 29 | 41 | 31 |                                      |
| 1972./73.                                 | III. | Dalmatinska nogometna liga – Jug | 1. | 26 | 16 | 7 | 3 | 77 | 17 | 39 |                                      |
| 1973./74.                                 | III. | Hrvatska nogometna liga | 6. | 32 | 11 | 10 | 11 | 38 | 46 | 32 | 1/16                                 |
| 1974./75.                                 | III. | Hrvatska nogometna liga | 13. ↓ | 34 | 12 | 7 | 15 | 33 | 49 | 31 |                                      |
| 1975./76.                                 | III. | Hrvatska nogometna liga – Jug | 4. | 22 | 11 | 5 | 6 | 36 | 22 | 27 |                                      |
| 1976./77.                                 | III. | Hrvatska nogometna liga – Jug | 5. | 26 | 11 | 8 | 7 | 28 | 18 | 30 |                                      |
| 1977./78.                                 | III. | Hrvatska nogometna liga – Jug | 8. | 26 | 8 | 8 | 10 | 25 | 30 | 24 |                                      |
| 1978./79.                                 | III. | Hrvatska nogometna liga – Jug | 8. | 26 | 10 | 7 | 9 | 31 | 21 | 27 |                                      |
| 1979./80.                                 | III. | Hrvatska nogometna liga | 10. | 30 | 11 | 9 | 10 | 31 | 36 | 31 |                                      |
| 1980./81.                                 | III. | Hrvatska nogometna liga | 12. | 30 | 9 | 11 | 10 | 29 | 32 | 29 |                                      |
| 1981./82.                                 | III. | Hrvatska nogometna liga | 13. | 30 | 8 | 8 | 14 | 39 | 49 | 24 |                                      |
| 1982./83.                                 | III. | Hrvatska nogometna liga | 9. | 30 | 8 | 12 | 10 | 31 | 27 | 28 |                                      |
| 1983./84.                                 | III. | Hrvatska nogometna liga – Jug | 4. | 22 | 11 | 4 | 7 | 34 | 22 | 26 |                                      |
| 1984./85.                                 | III. | Hrvatska nogometna liga – Jug | 2. | 26 | 15 | 6 | 5 | 47 | 17 | 36 |                                      |
| 1985./86.                                 | III. | Hrvatska nogometna liga – Jug | 3. | 26 | 13 | 7 | 6 | 60 | 18 | 33 |                                      |
| 1986./87.                                 | III. | Hrvatska nogometna liga – Jug | 1. ↑ | 26 | 17 | 6 | 3 | 43 | 13 | 40 | 1/16                                 |
| 1987./88.                                 | III. | Jedinstvena hrvatska nogometna liga | 5. | 30 | 9 | 14 | 7 | 38 | 33 | 32 |                                      |
| 1988./89.                                 | III. | Međurepublička liga – Jug | 3. | 34 | 17 | 7 (4) | 10 | 61 | 37 | 38 |                                      |
| 1989./90.                                 | III. | Međurepublička liga – Jug | 11. | 34 | 13 | 3 (3) | 18 | 43 | 49 | 29 |                                      |
| 1990./91.                                 | III. | Međurepublička liga – Jug | 3. | 34 | 17 | 5 (2) | 12 | 41 | 30 | 36 |                                      |
| Natjecanja u Republici Hrvatskoj          | | | | | | | | | | |                                      |
| Sezona                                    | Liga | Liga | Liga | Liga | Liga | Liga | Liga | Liga | Liga | Liga | Kup                                  |
| Sezona                                    | St | Naziv | Poz | U | P | N | I | G+ | G– | Bod | Kup                                  |
| 1992.                                     | II. | 2. HNL – Jug | 4. | 14 | 4 | 5 | 5 | 14 | 11 | 13 |                                      |
| 1992./93.                                 | II. | 2. HNL – Jug | 4. | 30 | 12 | 11 | 7 | 41 | 28 | 35 | 1/16                                 |
| 1993./94.                                 | II. | 2. HNL – Jug | 1. ↑ | 30 | 22 | 7 | 1 | 60 | 15 | 51 |                                      |
| 1994./95.                                 | I. | 1. HNL | 15. ↓ | 30 | 4 | 4 | 22 | 20 | 44 | 23 |                                      |
| 1995./96.                                 | II. | 1.B HNL (jesen) | 5. | 18 | 8 | 3 | 7 | 21 | 17 | 27 | 1/8                                  |
| 1995./96.                                 | II. | 1.B HNL (za opstanak) | 6. | 28 | 10 | 7 | 11 | 36 | 30 | 37 |                                      |
| 1996./97.                                 | II. | 1.B HNL | 14. ↓ | 30 | 9 | 6 | 15 | 25 | 50 | 33 |                                      |
| 1997./98.                                 | II. | 2. HNL – Jug | 8. ↓ | 32 | 13 | 4 | 15 | 42 | 34 | 43 |                                      |
| 1998./99.                                 | III. | 3. HNL – Jug | 11. | 34 | 13 | 7 | 14 | 44 | 47 | 46 | PR                                   |
| 1999./00.                                 | III. | 3. HNL – Jug | 4. | 29 | 14 | 6 | 9 | 46 | 39 | 48 | 1/8                                  |
| 2000./01.                                 | III. | 3. HNL – Jug | 13. | 28 | 6 | 10 | 12 | 32 | 45 | 28 |                                      |
| 2001./02.                                 | III. | 3. HNL – Jug | 11. | 30 | 11 | 6 | 13 | 38 | 41 | 39 |                                      |
| 2002./03.                                 | III. | 3. HNL – Jug | 4. | 28 | 13 | 6 | 9 | 42 | 34 | 45 |                                      |
| 2003./04.                                 | III. | 3. HNL – Jug | 12. | 30 | 9 | 10 | 11 | 31 | 34 | 37 | 1/8                                  |
| 2004./05.                                 | III. | 3. HNL – Jug | 9. | 34 | 12 | 11 | 11 | 56 | 44 | 47 |                                      |
| 2005./06.                                 | III. | 3. HNL – Jug | 2. | 34 | 19 | 3 | 12 | 54 | 39 | 60 |                                      |
| 2006./07.                                 | III. | 3. HNL – Jug | 6. | 34 | 16 | 3 | 15 | 48 | 54 | 51 |                                      |
| 2007./08.                                 | III. | 3. HNL – Jug | 10. | 34 | 13 | 4 | 17 | 36 | 59 | 43 |                                      |
| 2008./09.                                 | III. | 3. HNL – Jug | 15. | 34 | 9 | 10 | 15 | 40 | 56 | 37 |                                      |
| 2009./10.                                 | III. | 3. HNL – Jug | 14. | 32 | 9 | 11 | 12 | 37 | 52 | 38 |                                      |
| 2010./11.                                 | III. | 3. HNL – Jug | 13. | 34 | 13 | 6 | 15 | 37 | 53 | 45 |                                      |
| 2011./12.                                 | III. | 3. HNL – Jug | 11. | 34 | 14 | 5 | 15 | 58 | 64 | 47 |                                      |
| 2012./13.                                 | III. | 3. HNL – Jug | 12. | 34 | 12 | 7 | 11 | 48 | 37 | 43 |                                      |
| 2013./14.                                 | III. | 3. HNL – Jug | 6. | 34 | 11 | 12 | 11 | 29 | 29 | 45 |                                      |
| 2014./15.                                 | III. | 3. HNL – Jug | 7. | 34 | 12 | 10 | 12 | 53 | 57 | 46 |                                      |
| 2015./16.                                 | III. | 3. HNL – Jug | 12. | 34 | 12 | 8 | 14 | 39 | 49 | 44 |                                      |
| 2016./17.                                 | III. | 3. HNL – Jug | 15. ↓ | 34 | 11 | 5 | 18 | 36 | 57 | 38 |                                      |
|                                           | Gašenje kluba zbog stečaja | | | | | | | | | |                                      |
| 2017./18.                                 | IV. | 1. ŽNL Dubrovačko-neretvanska | 1. ↑ | 25 | 19 | 2 | 4 | 102 | 20 | 59 |                                      |
| 2018./19.                                 | III. | 3. HNL – Jug | 8. | 30 | 12 | 6 | 12 | 48 | 40 | 42 |                                      |
| 2019./20.                                 | III. | 3. HNL – Jug * liga prekinuta odlukom HNS-a zbog pandemije COVID-19. | 16. | 18 | 2 | 5 | 11 | 22 | 31 | 11 |                                      |
| 2020./21.                                 | III. | 3. HNL – Jug | 15. | 32 | 11 | 4 | 17 | 41 | 65 | 37 |                                      |
| 2021./22.                                 | III. | 3. HNL – Jug | 5. | 34 | 16 | 7 | 11 | 50 | 36 | 55 |                                      |
| 2022./23.                                 | IV. | 3. NL – Jug | 10. | 30 | 12 | 4 | 14 | 34 | 38 | 40 | PR                                   |
| 2023./24.                                 | IV. | 3. NL – Jug | 6. | 30 | 12 | 6 | 12 | 59 | 54 | 42 |                                      |

Tumač
| Liga - St = Stupanj natjecanja - U = Utakmica igrano - P = Pobjeda - N = Nerješeno - I = Izgubljeno - G+ = Golova postignuto - G– = Golova primljeno - Bod = Ukupno bodova - Poz = Pozicija na kraju sezone | Kup - PR = Pretkolo - 1/16 = 1/16 finala - 1/8 = 1/8 finala - 1/4 = 1/4 finale - 1/2 = 1/2 finale - Vp = Viceprvak - P = Pobjednik | Stupanj nacionalnog natjecanja - 1. liga - 2. liga - 3. liga - 4. liga - 5. liga Plasman \| \| \| ↑ \| ↓ \| \| Prvaci \| Viceprvaci \| Promocija \| Ispadanje \| |           |
| | | ↑ | ↓         |
| Prvaci | Viceprvaci | Promocija | Ispadanje |

## Nastupi u završnicama kupa

### Kup maršala Tita
1974.
- 1/16 finala:  NK Bačka Subotica – NK Neretva 1:0

1986./87.
- pretkolo (1/32 finala): NK Neretva – FK Budućnost Titograd 0:1

### Hrvatski nogometni kup
1992./93.
- 1/16 finala: NK Neretva – HNK Dubrovnik 0:0; 0:2

1995./96.
- 1/16 finala: NK Neretva – NK Bjelovar 4:1; 0:2
- 1/8 finala: NK Neretva – NK Inker Zaprešić 1:1; 2:3

1998./99.
- pretkolo (1/32 finala): NK TŠK Topolovac – NK Neretva 4:0

1999./2000.
- pretkolo: NK Pazinka Pazin – NK Neretva 1:2
- 1/16 finala: NK Neretva – NK Inker Zaprešić 2:1 (nakon produžetaka)
- 1/8 finala: NK Neretva – NK Zagreb 0:6

2003./04.
- pretkolo: NK Neretva – NK Moslavina Kutina 2:1
- 1/16 finala: NK Neretva – NK Hrvatski dragovoljac Zagreb 2:1 (1:1, zlatni gol u produžecima u 92’)
- 1/8 finala: HNK Cibalia Vinkovci – NK Neretva 4:3 (3:3, zlatni gol u produžecima u 120’)

2022./23.
- pretkolo (1/32 finala): NK Neretva – NK Grobničan 0:2

## Razvoj klupskog grba kroz povijest
|                                      |                                                |                                                 |
| Klupski počeci                       | Nakon poslijeratnog preimenovanja              | Grb iz 1970-ih i 1980-ih godina                 |
|                                      |                                                |                                                 |
| Sadašnji grb u uporabi je od 1990-ih | Jubilarni grb korišten za 90. obljetnicu kluba | Jubilarni grb korišten za 100. obljetnicu kluba |

## Stadion
Stadion NK Neretve zove se Iza Vage i nalazi se u samom središtu grada Metkovića, u Sportskoj ulici. Naziv Iza Vage nosi prema zgradi otkupne stanice za duhan, kolokvijalno zvane Vaga, iza koje se igralište nalazi. Navedeno igralište je predano na korištenje NK Neretvi još 1946. godine. A nakon rješavanja problema s vlasništvom igrališta koji su započeli 1952. godine, a zbog kojih je klub bio ugašen četiri godine, uređenje igrališta je započelo 1955. i završeno je 1971. godine. Stadion se sastoji od istočne i zapadne tribine i trenutačno može primiti oko 3000 gledatelja.
U 2008. godini postavljene su sjedalice na zapadnoj tribini stadiona, a iza zapadne tribine otvoreno je osvijetljeno malonogometno igralište s umjetnom travom, dar hrvatskog reprezentativca Darija Srne svom matičnom klubu.

## Neretvini reprezentativci
| - Andrija Anković - Vahid Halilhodžić - Mišo Krstičević - Amarildo Zela |  | - Igor Štimac - Joško Popović - Vatroslav Mihačić - Sergej Jakirović |  | - Darijo Srna - Nikica Jelavić - Marin Ljubičić - Jure Obšivač |  | - Bruno Petković - Mario Ćuže - Boško Šutalo - Josip Šutalo |

## Navijači
NK Neretvu redovito prati navijačka skupina Blue White Killers, skraćeno BWK. Skupina je osnovana 1988. godine, a najveći broj navijača okupi se na utakmicama protiv NK Neretvanca, velikog suparnika iz susjednog grada Opuzena.

## Neretvanski derbi
Već godinama vlada veliko rivalstvo između NK Neretve i NK Neretvanca iz Opuzena, što se najbolje ogleda u međusobnim susretima ovih klubova. Navedeni klubovi često nisu bili u istom natjecateljskom rangu, tako da se ponekad čekalo i nekoliko godina do njihovog ponovnog susreta.
Pregled derbija NK Neretva Metković – NK Neretvanac Opuzen po sezonama:
| Boje: | Pobjeda Neretve | Pobjeda Neretvanca | Neriješeno |

| Sezona    | Liga                              | Datum               | Mjesto   | Rezultat | Datum              | Mjesto   | Rezultat         |
| 1946.     | Prvenstvo Dalmatinske oblasti     | 11. kolovoza 1946.  | Opuzen   | 0:3      | 15. kolovoza 1946. | Metković | 3:0              |
| 1959./60. | Treća zonska nogometna liga – BIH | 11. listopada 1959. | Opuzen   | 2:2      | 1. svibnja 1960.   | Metković | 3:0              |
| 1970./71. | Dalmatinska nogometna liga – Jug  | 1. studenog 1970.   | Metković | 1:1      | 16. svibnja 1971.  | Opuzen   | 0:2              |
| 1972./73. | Dalmatinska nogometna liga – Jug  | 26. studenog 1972.  | Metković | 12:0     | 27. svibnja 1973.  | Opuzen   | 1:1              |
| 1984./85. | Hrvatska nogometna liga – Jug     | 28. listopada 1984. | Opuzen   | 1:1      | 28. travnja 1985.  | Metković | 2:1              |
| 1985./86. | Hrvatska nogometna liga – Jug     | 10. studenog 1985.  | Metković | 3:0      | 4. svibnja 1986.   | Opuzen   | 0:1              |
| 1986./87. | Hrvatska nogometna liga – Jug     | 7. rujna 1986.      | Opuzen   | 1:1      | 1. ožujka 1987.    | Metković | 4:0              |
| 1988./89. | Međurepublička liga – Jug         | 13. kolovoza 1988.  | Metković | 2:0      | 12. ožujka 1989.   | Opuzen   | 1:1 (6:7 – 11 m) |
| 1989./90. | Međurepublička liga – Jug         | 19. rujna 1989.     | Metković | 3:1      | 10. travnja 1990.  | Opuzen   | 2:0              |
| 1990./91. | Međurepublička liga – Jug         | 28. listopada 1990. | Metković | 2:1      | 26. svibnja 1991.  | Opuzen   | 2:0              |
| 1992.     | 2. HNL – Jug                      | 29. ožujka 1992.    | Metković | 2:0      | 16. svibnja 1992.  | Makarska | 2:1              |
| 1992./93. | 2. HNL – Jug                      | 28. studenog 1992.  | Metković | 3:1      | 12. lipnja 1993.   | Opuzen   | 1:0              |
| 1993./94. | 2. HNL – Jug                      | 30. listopada 1993. | Opuzen   | 0:1      | 17. svibnja 1994.  | Metković | 2:1              |
| 2005./06. | 3. HNL – Jug                      | 9. listopada 2005.  | Metković | 3:1      | 11. travnja 2006.  | Opuzen   | 0:0              |
| 2007./08. | 3. HNL – Jug                      | 16. rujna 2007.     | Opuzen   | 0:0      | 22. ožujka 2008.   | Metković | 3:1              |
| 2008./09. | 3. HNL – Jug                      | 27. rujna 2008.     | Metković | 1:1      | 6. travnja 2009.   | Opuzen   | 1:1              |
| 2009./10. | 3. HNL – Jug                      | 28. studenog 2009.  | Metković | 0:1      | 22. svibnja 2010.  | Opuzen   | 1:0              |
| 2010./11. | 3. HNL – Jug                      | 21. listopada 2010. | Metković | 0:0      | 4. svibnja 2011.   | Opuzen   | 1:0              |
| 2011./12. | 3. HNL – Jug                      | 28. rujna 2011.     | Metković | 0:1      | 7. travnja 2012.   | Opuzen   | 2:3              |
| 2012./13. | 3. HNL – Jug                      | 9. rujna 2012.      | Opuzen   | 3:1      | 17. ožujka 2013.   | Metković | 2:0              |
| 2013./14. | 3. HNL – Jug                      | 13. listopada 2013. | Metković | 0:4      | 19. travnja 2014.  | Opuzen   | 2:1              |
| 2014./15. | 3. HNL – Jug                      | 8. rujna 2014.      | Metković | 2:0      | 15. ožujka 2015.   | Opuzen   | 5:1              |
| 2015./16. | 3. HNL – Jug                      | 13. rujna 2015.     | Opuzen   | 5:1      | 19. ožujka 2016.   | Metković | 1:1              |
| 2016./17. | 3. HNL – Jug                      | 28. kolovoza 2016.  | Opuzen   | 2:0      | 4. ožujka 2017.    | Metković | 1:2              |
| 2018./19. | 3. HNL – Jug                      | 28. listopada 2018. | Opuzen   | 2:2      | 27. travnja 2019.  | Metković | 1:0              |
| 2019./20. | 3. HNL – Jug                      | 1. rujna 2019.      | Opuzen   | 1:1      | 22. veljače 2020.  | Metković | 1:2              |
| 2020./21. | 3. HNL – Jug                      | 8. studenog 2020.   | Opuzen   | 2:0      | 22. svibnja 2021.  | Metković | 2:3              |
| 2021./22. | 3. HNL – Jug                      | 25. rujna 2021.     | Metković | 1:2      | 23. ožujka 2022.   | Opuzen   | 0:2              |
| 2022./23. | 3. NL – Jug                       | 9. listopada 2022.  | Opuzen   | 2:1      | 1. travnja 2023.   | Metković | 0:2              |
| 2023./24. | 3. NL – Jug                       | 28. listopada 2023. | Metković | 1:1      | 28. travnja 2024.  | Opuzen   | 2:2              |

## Veterani

### Hrvatsko dvoransko nogometno prvenstvo za veterane
Tijekom cijele povijesti veterani kluba su odigravali različite prijateljske i humanitarne utakmice, a od 2015. godine momčad veterana posebno uspješno sudjeluje na završnicama Hrvatskih dvoranskih prvenstava za veterane, kada su prvi puta sudjelovali s pozivnicom. U dosadašnjih 9 uzastopnih nastupa na dvoranskim prvenstvima samo su jednom ispali u natjecanju po skupinama (2016.), dva puta su dospjeli do osmine finala (2017. i 2020.), dva puta do četvrtfinala (2015. i 2023.), a najveći uspjeh, osvajanje prvog mjesta 2018. godine, gdje je Neretvin veteran Sergej Jakirović proglašen i najboljim igračem prvenstva, potaknuo ih je da se kandidiraju za domaćinstvo sljedećeg prvenstva. Metković i NK Neretva bili su domaćini 17. Dvoranskog prvenstva veterana HNS-a, gdje su kao domaćini osvojili brončanu medalju, a Josip Galov bio je i najbolji strijelac prvenstva. Istu medalju osvojili su i na prvenstvima 2022. i 2024. godine, a na prvenstvu 2024. godine Zoran Bubalo proglašen je za najboljeg vratara prvenstva. 
U ljeto 2019. godine, na Dan sv. Ilije, zaštitnika grada Metkovića, veterani Neretve proslavili su 100. obljetnicu osnutka svoga kluba na način da su ugostili hrvatsku veteransku reprezentaciju, a uz aktivne Neretvine veterane proslavi su se pridružili i igrači koji su 25 godina ranije ostvarili najveći uspjeh u povijesti kluba, osvojivši naslov prvaka Druge HNL i plasman u Prvu HNL.

### Hrvatsko nogometno prvenstvo za veterane
Svoj prvi nastup na Hrvatskom nogometnom prvenstvu za veterane na velikom terenu Neretva je okrunila srebrnom medaljom na domaćem terenu 2022. godine, kada su se kandidirali i dobili domaćinstvo natjecanja povodom 600. obljetnice grada Metkovića. Tada je Zoran Bubalo proglašen najboljim vraterem prvenstva. Svoj drugi nastup na prvenstvu na velikom terenu, Neretva je imala u Vinkovcima 2024. gdje su ispali u četvrtfinalu.

### Nogometno prvenstvo za veterane Dubrovačko-neretvanske županije
Veterani NK Neretve su svojim primjerom i iskustvom, te izravnim pozivima uspjeli animirati i ostale veteranske momčadi u županiji da se aktiviraju i prijave na državno natjecanje, pa je tako 2022. na 19. Hrvatskom dvoranskom prvenstvu veterana u Belom Manastiru sudjelovalo rekordnih 6 momčadi iz Dubrovačko-neretvanske županije. Rezultat toga je i osnivanje službene veteranske nogometne lige pod okriljem Hrvatskog nogometnog saveza na području Dubrovačko-neretvanske županije, čiji su glavni inicijatori i zagovaratelji upravo veterani Neretve, iako su oni jedini na svako gostovanje morali putovati radnim danom u Dubrovnik i okolicu, dok je ostalim klubovima jedino pravo gostovanje upravo utakmica s Neretvom. Prva sezona županijske lige u kojoj je u sudjelovalo 5 momčadi odigrana je 2022. godine,a Neretva je osvojila drugo mjesto. Već u drugoj sezoni 2023./24. veterani Neretve postali su županijski prvaci, a Mario Tutavac je u obje prve sezone bio najbolji strijelac prvenstva.

## Vanjske poveznice
- Profil, HNS Semafor